# Philus
Philus es un género de escarabajos longicornios de la tribu Philini.

## Especies
- Philus antennatus (Gyllenhal, 1817
- Philus costatus Gahan, 1893
- Philus curticollis Pic, 1930
- Philus globulicollis Thomson, 1861
- Philus longipennis Pic, 1930
- Philus lumawigi Hüdepohl, 1990
- Philus ophthalmicus Pascoe, 1886
- Philus pallescens Bates, 1866
- Philus pallescens tristis Gressitt, 1940
- Philus rufescens Pascoe, 1866